# Historique de la prise en compte des enjeux environnementaux en France
La prise en compte des enjeux environnementaux par les pouvoirs publics en France est un processus de long terme, qui se manifeste par l'édiction de normes juridiques de protection de l'environnement, la mise en œuvre de politiques publiques de l'environnement, ou l'intégration des questions environnementales dans les politiques publiques existantes. 
Historiquement, elle commence avec l'intégration de normes environnementales en droit de l'urbanisme. À partir des années 1970, la notion de développement durable connaît un succès grandissant dans le discours public français, ce qui se traduit par une prise en compte croissante des enjeux environnementaux par les politiques publiques.

## Droit de l'urbanisme
Classiquement, on dit que le droit de l'urbanisme est apparu dans la loi Cordunet du 14 mars 1919.

### Préfiguration du droit de l'urbanisme
Le droit de l'urbanisme renvoie étymologiquement au droit de la ville. Dès lors, il existait du droit de l'urbanisme avant 1919. Ainsi, les règles sur l'alignement ont été fixées par une loi de 1807. Cette législation va à la fois prévoir les plans d'alignement et des arrêtés individuels. Cette législation préfigure le droit de l'urbanisme. Les plans d'alignement pouvaient être mis en place pour modifier ou élargir les voies publiques : cette législation a influé le modelage des villes.
Autre législation importante le décret de 1810 sur les établissements classés, incommodes, insalubres ou dangereux. La logique était de protéger le voisinage par rapport à des établissements générateurs de nuisances (incommodes, insalubres ou dangereux). Ce qui était visé par le décret de 1810, était notamment l'activité de tannerie. 
Pour protéger le voisinage, le décret imposait une obligation d'éloignement des établissements générateurs de nuisances. Cela va avoir des conséquences considérables sur ce qu'on appelle les structures urbaines. Les établissements classés vont nécessairement être installés en périphérie des villes existantes. Mais l'obligation d'éloignement ne s'appliquait qu'aux habitations préexistantes. Il n'était pas interdit de construire et de s'installer autour des établissements incommodes, insalubres ou dangereux. Les villes sont devenues des centres-villes entourés par des quartiers industriels. 
Cette législation de 1810 va donc structurer l'expansion des villes du XIXe siècle et pour une bonne part du XXe siècle alors qu'elle n'a pas de but urbanistique initialement.
Autre préfiguration : la rénovation des grandes villes, notamment Paris, à partir de 1860. Cette rénovation va préfigurer elle aussi au droit de l'urbanisme. On va avoir notamment un décret de 1852 qui va imposer un permis de bâtir pour toutes les constructions nouvelles. Cela sera étendu à quelques autres grandes villes que celle de Paris. Le permis de bâtir va préfigurer le permis de construire actuel. 
Ensuite intervient la rénovation haussmanienne de Paris. Des quartiers entiers ont été détruits pour être reconstruits sur de nouvelles bases (logique d'ordre, permettre à l'armée de circuler dans Paris en cas de révolution). Une loi du 3 mai 1841 a rénové le régime de l'expropriation et a notamment permis à l'État d'exproprier au bénéfice de concessionnaires. Le concessionnaire peut redéfinir les parcelles pour ensuite les vendre. C'est donc une opération à vocation commerciale. On trouve ici les prémices des opérations d'aménagement.
À la même époque apparaissent les premières législations sur la salubrité des agglomérations. Ici aussi c'est quelque chose d'assez proche du droit de l'urbanisme. Une loi de 1850 va permettre d'imposer à des propriétaires de remédier à l'insalubrité de leurs habitations. Ce sont ici les prémices de l'hygiénisme. Cette loi de 1850 a été remplacée par une Loi du 15 février 1902 relative à l’hygiène publique. Cette loi va imposer l'adoption de règlements sanitaires (communaux d'abord puis départementaux en 1935).

### Généalogie du droit de l'urbanisme
Le droit de l'urbanisme apparaît en 1919. Dès le départ, il va être organisé autour de plusieurs axes. D'abord la planification, ensuite la délivrance d'autorisations, enfin la conception et l'exécution d'opérations. 
La loi de 1919 va prévoir la réalisation de plans d'aménagement, d'embellissement et d'extension. Ce sont les tout premiers plans d'urbanisme qui apparaissent à cette période.
Jusque dans les années 1990, l'urbanisme est dominé par le problème de l'extension. Les plans ont été conçus comme des instruments pour étendre les villes. Le droit de l'urbanisme a donc été conçu comme une capacité des villes à absorber les nouveaux habitants. L'autre aspect important de la loi de 1919 a été de commencer à réglementer ce qu'on a appelé les lotissements.
Étape suivante, une loi du 15 juin 1943 va modifier le régime des plans d'urbanisme, et surtout elle va fusionner les autorisations (issues du décret de 1852 et la loi de 1902) pour créer le permis de construire. Ce permis devait être non seulement conforme au plan d'aménagement, d'embellissement et d'extension, mais également conforme au règlement sanitaire départemental issu de la loi de 1902. Une même législation mélangeait donc urbanisme et construction / habitation (respect de la salubrité).
La série de réformes suivante va provenir d'une série de décrets du 31 décembre 1959 :
- Généralisation du champ d'application du permis de construire.
- Nouvelle formule des catégories de plans d'urbanisme.
- On va voir apparaître des instruments pour les opérations d'aménagement, menées par l'État ou éventuellement des concessionnaires.

Ex : la Z.U.P (zone à urbaniser par priorité). Le procédé a été abrogé en 1970.
L'étape suivante est la loi d'orientation foncière du 31 décembre 1967. Cette loi va être essentielle sur au moins deux aspects. D'abord, sur l'aspect opération car elle met en place la zone d'aménagement concertée (la ZAC) qui est le principal instrument public pour l'aménagement. 
Elle crée également deux types de plans. À l'échelle de la commune, on va voir apparaître le plan d'occupation des sols (POS) et à l'échelle intercommunale le Schéma directeur. Le but est de coordonner les actions sur des territoires qui sont liés les uns aux autres. Les schémas directeurs s'imposent aux POS.
On assiste à une urbanisation diffuse. De nombreuses constructions sont apparues mais cette urbanisation s'est faite à échelle humaine, ce qui a engendré une consommation de l'espace considérable.
La loi SRU (solidarité et renouvellement urbain) du 13 décembre 2000 prend le contre-pied de cette politique pour limiter le phénomène. On assiste à la prise en compte d'autres intérêts que la simple urbanisation : c'est la reconstruction de la ville sur elle-même = le renouvellement urbain.
Les schémas de cohérence territoriale (Scot) ont remplacé les schémas directeurs. Les POS vont être remplacés par les plans locaux d'urbanisme (PLU). Ces nouveaux instruments sont censés être adaptés à la logique du renouvellement urbain plutôt qu'à l'étalement.
L'ordonnance du 8 décembre 2005 réforme les autorisations d'urbanisme. C'est un texte majeur qui a transformé de fond en comble les autorisations d'urbanisme préexistantes. Ne subsistent que le permis de construire, le permis d'aménager (cela correspond notamment aux lotissements), la déclaration préalable et le permis de démolir. 
La réforme est entrée en vigueur le 1er octobre 2007. La loi Grenelle II du 12 juillet 2010 va également modifier le droit de l'urbanisme avec une plus grande intégration du développement durable. On assiste aussi une refonte des Scot et des PLU.
Les objectifs contemporains du droit de l'urbanisme sont la mixité fonctionnelle et sociale, la libéralisation et sécurisation des projets mais aussi faire de l'échelon local, le réceptacle de la territorialisation des politiques publiques.

## Intégration de la notion de développement durable
L'homme est-il fait pour « dominer » la nature, pour s'en rendre « maître et possesseur » (Descartes) ? Ou au contraire est-il fou de faire « la guerre à la Nature avec des machines » (Érasme) ? C'est le vieux débat de la place de l'Homme sur Terre. Pendant longtemps on a pensé que notre planète résisterait aux assauts répétés des hommes, grâce à ses capacités de régénération. On estimait également que la science corrigerait les éventuels méfaits du progrès. Cette conception pouvait s'avérer jusque dans les années 1970 où seuls les pays occidentaux dits « développés » consommaient de manière importante les ressources terrestres. Aujourd'hui, le monde s'emballe. Démographie, déforestation et consommation des énergies non renouvelables s'accélèrent. La question de la place de l'homme face à la nature se pose donc avec d'autant plus d'acuité. Le terme « développement durable » est alors devenu la référence obligée des politiques publiques et privées, le nouveau mot d’ordre de la coopération internationale.

### Du développement au développement durable
La notion s’est imposée face à l’inquiétude des pays riches devant l’émergence de certains pays du Sud et coïncide avec la montée en puissance des ONG. La définition la plus connue du développement durable est la suivante : « Le développement durable, c'est s'efforcer de répondre aux besoins du présent sans compromettre la capacité de satisfaire ceux des générations futures » (Rapport Brundtland, 1987). C'est davantage un programme d'action qu'une vraie définition.
La notion de développement durable est opposée à celle de développement. Bien que le développement apparaisse concrètement avec la révolution industrielle, le terme apparaît après la Seconde Guerre mondiale. Dans son discours sur l'état de l'Union en janvier 1949, le président Harry Truman évoque pour la première fois la notion de « sous-développement ». Le concept de développement est donc un produit de la guerre froide. Le plan Marshall est annoncé lors du même discours afin d'éviter le basculement des pays européens ravagés par la guerre vers le communisme. La notion de sous-développement sous-tend que les pays pauvres doivent rattraper les pays riches, développés. La société industrielle occidentale serait donc le seul modèle envisageable pour les pays du Sud. Cette vision du monde s'achève en 1990 avec la disparition du bloc soviétique.
D'une part, la notion même de développement est discréditée. Le développement est considéré par les pays du Sud comme une « religion occidentale », idéologie impérialiste, instrument de la domination de l'Occident. D'autre part, se développe progressivement la prise en compte par l'être humain des questions environnementales. L'année référence est l'année 1979. En effet, c'est à la fois le premier accident nucléaire civil de grande ampleur (Three Mile Island) et la Première Conférence mondiale sur le climat à Genève. On réalise que la Terre est un système interdépendant, que toute atteinte à la qualité de l'atmosphère, des océans ou des ressources a des répercussions mondiales. Le développement durable c'est l'apparition d'une conscience mondiale. Il est donc clair que la notion de développement durable apparaît sur la scène internationale au début des années 1990. Toutefois, l'idée même n'est pas née à cette époque. C'est une notion plus ancienne.

### La naissance du développement durable
Comment naît le développement durable ? Le concept de développement durable est formulé dès les années 1970. Mais les impératifs de la guerre froide n'ont pas permis son affirmation. Le développement était considéré comme la meilleure arme face au communisme.
Le concept né avec l'explosion démographique et la crise de l'énergie. En 1970, on est à l'apogée de la croissance démographique. Les taux de croissance constatés à cette époque ne seront jamais égalés. Chaque année de cette décennie, la population mondiale s’accroît de 60 millions de personnes. Les pays du Nord, déjà vieillissant, s'inquiètent de ce phénomène. En 1968, un Américain du nom de Paul Ehrlich publie un ouvrage au titre révélateur : La Bombe P, P pour population. Les pays pauvres bénéficient des progrès techniques des pays occidentaux en matière de lutte contre la mortalité infantile, sans qu'il y ait parallèlement baisse de la natalité. Cela explique pourquoi on peut atteindre des taux de croissance démographiques de cette ampleur.
Les sociétés développées prennent conscience que les ressources de la planète sont limitées et que le développement des pays du Sud risque de leur nuire. Les occidentaux craignent pour l'équilibre qu'ils pensaient avoir trouvé depuis le début du XXe siècle. En 1973, c'est également le premier choc pétrolier. Les prix du pétrole quadruple. Les occidentaux prennent conscience qu'ils ne pourront peut-être pas vivre leur « american way of life » éternellement. Les mouvements malthusiens réapparaissent, dénonçant le danger de la prolifération des pauvres.
Il convient également de mentionner le rôle des ONG. Après la guerre froide, elles s'organisent en réseaux planétaires sur des questions qui dépassent les clivages Nord-Sud ou Est-Ouest. Ces problématiques appellent des réponses communes. Sous l'impulsion de ces ONG, 132 Chefs d'État réunis à Rio adoptent l'agenda 21 en 1992 lors du sommet de la Terre. Les ONG ont donc joué un rôle essentiel dans le passage du développement au développement durable. Ce n'est pas un simple changement sémantique mais une rupture de fond.
« Il n'y a pas seulement pour l'humanité la menace de disparaître sur une planète morte. Il faut aussi que chaque homme, pour vivre humainement, ait l'air nécessaire, une surface viable, une éducation, un certain sens de son utilité. Il lui faut au moins une miette de dignité et quelques simples bonheurs ». Marguerite Yourcenar